# マリンブルー・シークレット
「マリンブルー・シークレット」は、ミスマリの2枚目のシングル。2014年7月8日にSummer Recordsから発売された。

## 概要
- 初回限定盤（SRMM-0003）と通常盤（SRMM-0004）の2種類が発売され、初回限定盤にはDVDが付属されている[2]。
- TBS系列で放送された『7つの海を楽しもう!世界さまぁ〜リゾート』と、BS-TBSで放送された『マリンの海物語!〜ドリームプロジェクトM〜』の主題歌として使用された[3]。
- 『CRまわるんパチンコ大海物語3』[4]、『CR大海物語3スペシャル』[4]、『CRA大海物語3 With アグネス・ラム』、『CR大海物語BLACK』にイメージソングとして搭載された。
- 歌詞は夏の恋心を題材とした内容となっており、曲は大人の雰囲気をイメージしたミディアムナンバーとなっている[5]。
- カップリングの「サマ☆パラ」は、『7つの海を楽しもう!世界さまぁ〜リゾート』のエンディングテーマと[6]、『CR海物語アクア』のイメージソングとして使用された[7]。

## 収録曲
1. マリンブルー・シークレット [4:39]
作詞・作曲：石井亮輔、編曲：龍田洪
  - TBS系『7つの海を楽しもう!世界さまぁ〜リゾート』エンディングテーマ
  - BS-TBS『マリンの海物語!〜ドリームプロジェクトM〜』主題歌
  - 『CRまわるんパチンコ大海物語3』イメージソング
  - 『CR大海物語3スペシャル』イメージソング
  - 『CRA大海物語3 With アグネス・ラム』イメージソング
  - 『CR大海物語BLACK』イメージソング
2. サマ☆パラ [5:04]
作詞・作曲・編曲：2ndlifecrew
  - TBS系『7つの海を楽しもう!世界さまぁ〜リゾート』エンディングテーマ
  - 『CR海物語アクア』イメージソング
3. マリンブルー・シークレット（instrumental） [4:39]
4. サマ☆パラ（instrumental） [5:01]

## 収録アルバム
| 曲名                       | 収録アルバム                                             | 発売日         | 規格品番  |
| -------------------------- | -------------------------------------------------------- | -------------- | --------- |
| マリンブルー・シークレット | 『GREAT SEA STORY -BEST ALBUM- 〜やっぱり大海が好き!〜』 | 2017年12月15日 | JTCD-0002 |
| サマ☆パラ                  | 『海物語アクア プレミアムサウンドトラック』              | 2014年2月3日   | -         |

## カバー
| 曲名                       | 歌                    | タイアップ                                                        | 備考     |
| -------------------------- | --------------------- | ----------------------------------------------------------------- | -------- |
| マリンブルー・シークレット | 9代目ミスマリンちゃん | TBS系『7つの海を楽しもう!世界さまぁ〜リゾート』エンディングテーマ | 未音源化 |
| サマ☆パラ                  | 7代目ミスマリンちゃん | TBS系『7つの海を楽しもう!世界さまぁ〜リゾート』エンディングテーマ | 未音源化 |